# Vittoria Puccini
Pour les articles homonymes, voir Puccini (homonymie).
Vittoria Puccini, née le 18 novembre 1979 à Florence est une actrice italienne. 

## Biographie
Fille de Giusto Puccini, professeur de droit public à l'université de Florence, et de Laura Morozzi, institutrice, Vittoria Puccini est diplômée du Liceo Ginnasio Michelangelo de Florence. Elle a ensuite suivi des cours de droit à l'université de Florence (mais n'a pas soutenu d'examens).
Par sa mère, Vittoria Puccini est cousine d'Orsola Branzi, présentatrice radio connue sous le nom de La Pina et de Sofia Viscardi, youtubeuse et écrivaine milanaise, ainsi que nièce par alliance de l'architecte et designer italien Andrea Branzi, .

### Carrière
Elle fait ses débuts en 2000 en jouant le rôle de Gaia dans le film Tutto l'amore che c'è de Sergio Rubini. En 2001, elle apparaît à la télévision dans la mini-série en deux parties La crociera d'Enrico Oldoini, et l'année suivante dans le téléfilm Sant'Antonio di Padova d'Umberto Marino ; elle revient également au grand écran en 2002 avec le film Paz! (it) de Renato De Maria. Elle atteint la consécration avec la série télévisée Elisa (2003), grâce à laquelle elle remporte le Telegatto du meilleur personnage féminin de l'année. La série, en treize épisodes, située dans le Piémont du XVIIIe siècle et inspirée du roman anglais Paméla ou la Vertu récompensée de Samuel Richardson, raconte l'histoire d'amour troublée entre l'humble dame d'honneur Elisa Scalzi et le comte Fabrizio Ristori (Alessandro Preziosi). Réalisé par Cinzia TH Torrini, il a été diffusé par Canale 5.
Toujours à la télévision, en 2004, elle joue le rôle d'Octavia dans Imperium: Nerone. En 2005, elle joue dans le film Ma quando arrivano le ragazze? de Pupi Avati. La même année, elle revient à Canale 5 avec le deuxième saison de la série Elisa, qui lui vaut le Telegrolla d'Oro de la meilleure actrice de fiction pour le rôle d'Elisa Scalzi Ristori. La même année, elle joue le rôle de la baronne Maria Vetsera dans Il destino di un principe, de Robert Dornhelm, sur le drame de Mayerling, diffusé avec succès en 2006 en Autriche et en Allemagne, et en Italie, sur Rai 1, le 17 décembre 2007. En septembre 2006, elle commence à tourner la mini-série Le ragazze di San Frediano, adaptée du roman éponyme de Vasco Pratolini, diffusée en 2007 sur Rai 1. Parmi les autres acteurs figurent Martina Stella, Chiara Conti, Camilla Filippi et Giampaolo Morelli.
En 2007, elle tourne la mini-série télévisée La baronessa di Carini d'Umberto Marino, avec Luca Argentero. En mai de la même année, elle commence le tournage du film Colpo d'occhio (it) de Sergio Rubini, dans lequel elle joue aux côtés de Riccardo Scamarcio, en salles en mars 2008. Pour ce film, elle reçoit à nouveau le prix Diamanti al Cinema de la meilleure actrice, ex aequo avec Violante Placido, à la Mostra de Venise 2008.
En 2009, elle tourne les mini-séries télévisées Tutta la verità, dirigée à nouveau par Cinzia TH Torrini, et C'era una volta la città dei matti..., dirigée par Marco Turco, centrée sur la vie et l'œuvre de Franco Basaglia, le psychiatre qui a inspiré la loi 180/78 réglementant l'assistance psychiatrique en Italie, toutes deux diffusées sur la chaîne Rai 1. En 2009 également, le réalisateur Gabriele Muccino l'a choisie comme covedette du film Encore un baiser, suite du film populaire Juste un baiser (2001), dans lequel Vittoria joue le rôle de Giulia (interprété par Giovanna Mezzogiorno dans le film précédent). Les autres acteurs sont Stefano Accorsi, Pierfrancesco Favino et Giorgio Pasotti. Pour ce rôle, Vittoria Puccini a reçu le 20 juin 2010 la Coupe d'or de la meilleure actrice dans un rôle principal lors du 13e Festival international du film de Shanghai.
En 2010, elle tourne le film La vita facile (it) entre le Kenya et le Salento, sous la direction de Lucio Pellegrini, toujours avec Pierfrancesco Favino et Stefano Accorsi. En septembre 2010, elle remporte pour la troisième fois le prix Kinéo-Diamanti al cinema pour son interprétation dans Encore un baiser. Lors de la Mostra de Venise 2010, elle a également reçu le prix L'Oréal Paris per il Cinema, dédié aux jeunes talents et dont la motivation est la suivante : « Belle, talentueuse et appréciée par les critiques et le public ». En novembre 2010, elle a commencé à tourner la mini-série Violetta de la Rai, réalisée par Antonio Frazzi et librement inspirée de l'opéra La traviata de Giuseppe Verdi. Le 31 mai 2011, elle a reçu le prix Aphrodite 2011 en tant qu'« Actrice de l'année » de l'Associazione Donne nell'Audiovisivo. La même année, elle est la marraine du Mostra de Venise 2011. En décembre 2013, elle joue dans la mini-série en deux parties Anna Karénine, de Christian Duguay.
En janvier 2014, elle apparaît au cinéma avec la comédie C'est la faute de Freud de Paolo Genovese. En 2015, elle incarne Oriana Fallaci dans le téléfilm homonyme, qui raconte la vie privée et professionnelle de la journaliste ; tandis qu'au théâtre, elle joue, avec Vinicio Marchioni, dans La Chatte sur un toit brûlant, la pièce de Tennessee Williams. Au cinéma, elle fait partie de la distribution du film Contes italiens, inspiré du Décaméron de Boccace, qui raconte l'histoire de dix jeunes gens contraints de se réfugier à la campagne en raison de la vague de peste qui a frappé la capitale toscane. En 2016, elle joue dans la comédie Tiramisù (it) aux côtés de Fabio De Luigi, ce dernier jouant le double rôle d'acteur et de metteur en scène.
En 2019, elle incarne Monica, la protagoniste de la série de la Rai Mentre ero via aux côtés de Giuseppe Zeno. À partir du 9 juin 2020, elle est présidente de l'association UNITA (Unione Nazionale Interpreti Teatro e Audiovisivo). En 2021, elle est nommée pour le David di Donatello de la meilleure actrice dans un rôle principal pour le rôle d'Elisa dans le film 18 Cadeaux. À partir du 5 avril 2021, elle joue dans la mini-série de la Rai La fuggitiva. À partir du 10 janvier 2022, elle incarne Elena Zonin, la protagoniste de la série Non mi lasci de la Rai, avec Alessandro Roja.

### Vie privée
Vittoria Puccini a été la compagne d'Alessandro Preziosi (connu pendant le tournage de Elisa di Rivombrosa) de 2003 à 2010, avec qui elle a eu une fille, Elena, née le 16 mai 2006 à Florence. 
Depuis 2013, elle a pour partenaire le photographe Fabrizio Lucci.

## Filmographie

### Cinéma
- 2000 : Tutto l'amore che c'è de Sergio Rubini : Gaia
- 2002 : Paz! (it) de Renato De Maria : Mirella
- 2005 : Ma quando arrivano le ragazze? de Pupi Avati : Francesca
- 2008 : Colpo d'occhio (it) de Sergio Rubini : Gloria
- 2009 : Encore un baiser (Baciami ancora), de Gabriele Muccino : Giulia
- 2011 : La vita facile (it) de Lucio Pellegrini (it) : Ginevra
- 2012 : D'acier (Acciaio) de Stefano Mordini : Elena
- 2012 : Magnifica presenza de Ferzan Özpetek : Beatrice Marni
- 2014 : C'est la faute de Freud (Tutta colpa di Freud) : Marta Taramelli
- 2015 : Contes italiens (Maraviglioso Boccaccio) des Frères Taviani : Monna Catalina
- 2016 : Tiramisù (it) de Fabio De Luigi : Aurora
- 2017 : The Place de Paolo Genovese : Azzurra
- 2018 : Cosa fai a Capodanno? (it) de Filippo Bologna : Nancy
- 2020 : 18 Cadeaux (18 regali) de Francesco Amato : Elisa
- 2022 : Quasi orfano (it) de Umberto Carteni (it) : Costanza
- 2022 : Vicini di casa (it) de Paolo Costella : Federica
- 2023 : Il primo giorno della mia vita de Paolo Genovese : la femme
- 2023 : Una gran voglia di vivere (it) de Michela Andreozzi (it) : Anna
- 2024 : Confidenza de Daniele Luchetti : Nadia Labaro
- 2025 : Follemente de Paolo Genovese

### Télévision

#### Séries télévisées
- 2003 : Elisa (Elisa di Rivombrosa) - Elisa
- 2011 : Violetta (mini-série inspirée de La Traviata) - Violetta
- 2019 : Il processo (1 saison, 8 épisodes) - Elena Guerra

#### Téléfilms
- 2004 : Imperium : Nerone - Octavia
- 2006 : Prince Rodolphe : L'Héritier de Sissi (Kronprinz Rudolfs letzte Liebe), de Robert Dornhelm : Marie Vetsera
- 2013 : Anna Karénine, de Christian Duguay - Anna Karénine
- 2015 : Oriana Fallaci (it) (L'Oriana) de Marco Tullio (it) : Oriana Fallaci